# Poricanje Holokausta
Poricanje Holokausta je izraz koji označava stavove ili tvrdnje koje osporavaju Holokaust, odnosno genocid nad Židovima u Europi tijekom drugog svjetskog rata.
Poricatelji Holokausta uglavnom navode da koncentracijski logori nisu služili niti bili zamišljeni kao logori za istrebljivanje i da je broj Židova ubijenih ili umrlih tijekom holkausta bio niži od 5-6 milijuna.
Poricanje Holokausta se smatra najpoznatijim od svih poricanja genocida i obično izaziva oštre reakcije. 
U Europi postoji niz zakona kojima se poricanje holokausta smatra govorom mržnje i kažnjava novčanim ili zatvorskim kaznama. 
Institut za pregled povijesti (eng. Institute for Historic Review), osnovan 1978. u SAD, predstavlja najpoznatiju organizaciju koja okuplja poricatelje Holokausta.
U Saveznoj Republici Njemačkoj zabranjeno je javno poricati holokaust. Moguće kazne su novčane ili do pet godina zatvora.
Poznati poricatelji Holokausta u Njemačkoj su primjerice Horst Mahler ili Ursula Haverbeck, u Engleskoj Richard Williamson.

## Vanjske poveznice
- Confronting Holocaust Denial: A Strategy  Arhivirana inačica izvorne stranice od 16. siječnja 2013. (Wayback Machine) an online lecture by Ephraim Kaye of Yad Vashem
- The Wiener Library for the Study of the Holocaust & Genocide - The World's Oldest Holocaust Memorial Institution
- The Nizkor Project – responses to Holocaust denial